# Holjapyx schusteri
Holjapyx schusteri är en urinsektsart som beskrevs av Smith 1959. Holjapyx schusteri ingår i släktet Holjapyx och familjen Japygidae. Inga underarter finns listade i Catalogue of Life.